# 朴璐美
朴璐美（日语：／ Paku Romi，1972年1月22日—），韓裔日本女配音員、舞台劇演員，日本東京出生，桐朋學園藝術短期大學戲劇科畢業。父親是在日韓國人第二代，母親則是第三代。

## 人物
- 配音員伊藤健太郎是其大學學弟、和川上倫子是大學同年生。
- 專長有游泳、鋼琴、少林拳法、韓語、泡茶
- 20歲時，為了與過去的戀情訣別，經由友人介紹踏入了戲劇的世界。
- 家中有1姊1弟
- 表弟是日本放送協會的導演。
- 至2005年寵物是貓（母）（コギト君）（已去世），新寵物是超迷你臘腸犬（カニンヘンダックス）（其名在韓國語中為愛或戀愛的意思）。

## 經歷
- 中學和高中就讀於和洋國府台女子中學；在桐朋学园艺术短期大学戲劇系畢業；到過韓國延世大学韓文學堂留學。
- 被來看舞台劇的富野由悠季相中，於是得以在電視動畫《機動神腦》中配音正式出道。其後也是得到富野的決定而演出『∀高達』不止在動畫方面，在外國片配音這領域方面也在配希拉蕊史旺與蜜拉·喬娃薇琪的聲音上很活躍。其他尚有擔任廣播節目主持人、本業的舞台劇演員等。
- 演出從熱血到冷酷等多數的少年角色、在近年的女性配音員中，極為罕見地很受女性歡迎。雖是美人，但在比男人還要男人的一面上為其魅力。
- 2004年獲得「第2回東京國際動畫片展獎」的聲優獎。
- 2007年獲得第一屆日本聲優賞「主演女聲優獎」（NANA、大崎娜娜）[1]。
- 也有在樂壇活躍；2006年出版的『ボクたちにあるもの』為出道作。
- 2017年11月15日，退出隸屬了22年的演劇集團圓（日语：演劇集団 円）（圓企畫）獨立活動[2]。
- 2020年1月22日，宣布與山路和弘結婚。[3]

## 逸事
- 她前往《∀高達》的試音時，本來以爲自己要試基艾爾還有迪安娜兩個角色，擔任監督的富野由悠季卻是要她來試主角羅蘭。沒有準備之下突然要她唸羅蘭的臺詞，令她措手不及。
- 同行之間都知道她在重大場面前後會嚴重受傷。曾經在∀高達錄音日前一日遇上交通意外，導致左手手腕骨折、嘴唇腫脹、加以之前右腳骨折還沒有痊愈，情況嚴重。儘管如此，她還是堅持著不得不去錄音室。當她進入錄音室時，工作人員嘗試攆她回家，她卻嚎啕著說自己的聲音沒事。之後富野由悠季為此事道歉說：「每次我製作作品，總有人遭逢不幸。原以爲今次平安無事，卻是你一人承受所有不幸了。」
- 在鋼之鍊金術師的粉絲見面會中發著高燒，喉嚨也腫脹了，令她被臨時禁止參加這次見面會。不過她還是上了配音員所在的舞臺，更不管勸告多次出聲，被其他配音員叱責。
- 在電臺『朴璐美・宮野真守のポケ声ファイト!』提到2008年自己左手尾指曾經粉碎骨折。參演劇團的某舞臺劇最後一天扯斷了手腕韌帶。這兩次都有山口眞弓到朴璐美的家裏看顧她。
- 初中時曾經因爲上學的斜坡很難登而不上學。當時的朴璐美比現在更瘦削，更容易骨折。
- 自認為沒有萌到男性的因素，也覺得萌倒男性不適合自己。在電臺『朴璐美・宮野真守のポケ声ファイト!』開播初期，宮野、工作人員和聽衆曾經策劃過要朴璐美說萌系角色的臺詞，每個星期都會以此催促朴璐美，而朴璐美的反抗都十分激烈。另外朴璐美常煩惱自己因爲胸部大使得肩頭緊綳，而她也不喜歡穿胸罩。
- 2012年五月二十七日舉辦的女神异闻录4見面會上，由於浪川大輔和森久保祥太郎的陰謀而做了人生第一次的cosplay。

愛德華·艾力克
- 爲了營造有點叫破了的沙啞聲音，在演出鋼之鍊金術師的男主角愛德華·艾力克的時候，每天都去唱卡拉ok特地唱破聲音。
- 漫畫原作者荒川弘對朴璐美說過「愛德是我的兒子，我將他托付給你了。」朴璐美也說過「對我來説，愛德的地位一言難盡，可能是養子或者超越養子的親生兒子，就是難以言喻的存在。」
- 2009年播出的钢之炼金术师 FULLMETAL ALCHEMIST與2003年的前作相比，配音陣容大幅更換，但是主角的艾力克兄弟依然維持原案。音響監督三間雅文指導朴璐美和飾演弟弟艾爾凡斯·艾力克的釘宮理惠的時候，提到「（跟2003年版不同）兩兄弟的成長歷程相異，人生的道路和終點都有分別，反而能讓他們在本作好好地面對對方吧。」
- 2009年動畫開始初期，她抱著很強的意識要幫助提攜新增的配音員。可是隨著新角色增加，她覺得「將行李慢慢分給大家，在最後得到大家支持。」
- 最後一回的錄音前一天，她突然孤身一人去了奈良的天河神社參拜。之後向原作者荒川弘發了封對於愛德華的感想並得到荒川回覆，而看著這回覆她號啕大哭了。另外當她知道愛德華乘火車那幕是有深意，便在劇本寫下了「雖然有點遲，知道愛德懷著這種心情踏上旅途，實在使我感觸良多。」

## 演出作品
粗體為主要角色。

### 電視動畫
1998年
- 機動神腦（加奈·吉摩斯）
- 名侦探柯南（宫崎千夏）

1999年
- 金田一少年之事件簿（二之宫朋子（Case01登場））
- ∀GUNDAM（羅蘭·薩艾克）

2000年
- 數碼寶貝大冒險02（一乘寺賢、托利鲁兽）
- 小魔女DoReMi（魔女蘭）

2001年
- 變種危機 -（道）
- 学园战记无量（守山那由多）
- 人造人009（第3作）（密）
- 通灵王（道蓮)
- パチスロ貴族 銀（音無英子（叔母））
- 神奇寶貝（都里）
- 大~集合！小魔女Doremi（劉向明、年輕時的劉浩榮）

2002年
- アソボット戦記五九（ラリートム）
- 小魔女Doremi 大合奏！（魔女蘭、芭芭）
- 機動戰士GUNDAM SEED（尼可·阿瑪菲（Special Edition））
- ギャラクシーエンジェルA（ツル）
- 闪灵二人组（ 十兵卫（童年））
- 週刊神奇寶貝放送局（ジロー）
- 數碼寶貝最前線（トレイルモン）
- 天地无用! GXP（科玛琪 ）
- 驭龙少年（Dragon Drive）（大空零士）
- 火影忍者（手鞠）
- 彩夢芭蕾（ウィリの乙女）
- ペコラ（ラビさん）
- ホームムービーズ（ポーラ・スモール、ペリー）
- 名侦探柯南（海原さおり）
- 翼神世音（一色真（孩童時代））
- ルパン三世 EPISODE:0 ファーストコンタクト（エリナ）
- ONE PIECE（哈利(135集)）

2003年
- 妮嘉尋親記 -
- 宇宙學園 - ナジマ・ゲブール、片瀨真人
- 空霸（Air Master） - 相川摩季
- ギルガメッシュ - 姫宮梓（圓梓）
- 兽兵卫忍风帖 龙宝玉篇 - 飞砾
- 鋼之鍊金術師 - 愛德華·艾力克、亞歷克斯·路易斯·阿姆斯壯少校的母親
- 神奇寶貝超世代 -
- 魔侦探洛基 - 东山和实／海姆達爾
- 闇與帽子與書的旅人 - 格尔刚裘亚（童年）

2004年
- SD鋼彈FORCE - 修度（阿修）
- 學園愛麗絲 - 日向棗
- 七武士 - 胜四郎
- とっとこハム太郎 はむはむぱらだいちゅ! -
- 遙かなる時空の中で-八葉抄- -
- ブラック・ジャック - 幸男
- BLEACH（日番谷冬獅郎）

2005年
- 植木的法则 - 植木耕助
- 我的主人愛作怪 - 中林誠一郎
- 創聖のアクエリオン -
- 血戰 BLOOD+ - 克拉拉
- 舞-乙HiME - （阿斯華德的奶奶、男孩子）
- 魔豆傳奇 - 庫爾
- MONSTER（海蓮娜）

2006年
- 幸運女神~各自的羽翼 - 川西仙太郎
- INNOCENT VENUS -
- 玻璃艦隊 - 克雷歐（10歲）
- 獸王星 - 卡利姆
- ZEGAPAIN - 毛璐賢
- NANA - 大崎娜娜
- 變身公主 - 四方谷裕史郎
- 神奇寶貝超世代 -

2007年
- 大江戶火箭 - 於伊勢
- 獵魔戰記 - 泰莉莎
- GR-GIANT ROBO- -
- 棋靈少女 - 齊藤步
- 無敵偵探貴公子 古賀幸太
- 麵包超人 -
- Devil May Cry -
- 電腦線圈 - 原研
- 火影忍者疾風傳 - 手鞠
- 藍龍 - 左拉
- 魔人偵探腦嚙涅羅 - 怪盗X / X.I
- 楓之谷 -
- 棒球大聯盟3rd season - 清水大河

2008年
- 雨夜之月 - 朽葉
- Yes! 光之美少女5 - 史洛普／甘井史朗
- 淘氣小親親（惡作劇之吻）- 入江裕樹
- 致命紫羅蘭044 - 044
- 海馬 - 波波
- 機動戰士GUNDAM 00 第2季 - 利傑尼·雷傑塔
- CLANNAD ～AFTER STORY～ - 志麻賀津紀
- 黑執事 - 安潔莉娜·達雷斯
- 黑塚 KUROZUKA - 黑蜜
- 鶺鴒女神 - 鴉羽
- 棒球大聯盟4th season - 清水大河

2009年
- 戰國BASARA - 上杉謙信
- 鋼之鍊金術師 FULLMETAL ALCHEMIST - 愛德華·艾力克
- 鬍子小雞 - 鬍子小雞
- 藍龍 天界之七龍 - 左拉
- WHITE ALBUM - 筱塚彌生
- 棒球大聯盟5th season - 清水大河
- RIDEBACK - 片岡珠代
- 亡念之扎姆德 - 庫吉蕾卡
- 狼與辛香料 II - 伊弗·波倫
- 蒼天航路 - 貂蟬
- 戰鬥司書系列 - 哈繆絲＝梅瑟塔
- 空中鞦韆 - 伊良部一郎（小）
- 超能力大戰 - 亞當·布雷德（少年）

2010年
- 少年犯罪檔案 - 前田昇（水魚）
- 戰國BASARA貳 - 上杉謙信
- 戰鬥陀螺 鋼鐵奇兵 爆 - 達米安·哈特

2011年
- 死囚樂園 - 五十嵐丸太
- 美食獵人TORIKO - 小松
- 與殿下一起 ～眼帶的野望～ - 仙桃院
- Persona 4 the Animation（P4A） - 白鐘直斗
- ONE PIECE - 雪莉
- 機動戰士GUNDAM AGE - 莎娜路亞•馬倫

2012年
- 最強學生會長 - 雲仙冥利
- 探險活寶 - 阿寶
- Hunter×Hunter2011 - 派克諾坦
- 黑魔女學園 - 黑魔女秋琵特

2013年
- 進擊的巨人 - 漢吉·佐耶
- RDG 瀕危物種少女 - 鈴原紫子
- KILL la KILL - 鬼龙院罗晓

2014年
- 戰國BASARA Judge End - 上杉謙信
- 黑執事 Book of Circus - 安潔莉娜·達雷斯
- Persona 4 the Golden ANIMATION（P4GA） - 白鐘直斗
- GUNDAM創鬥者TRY - 盧卡斯·涅墨西斯
- 牙狼〈GARO〉-炎之刻印- - 艾瑪·古斯曼

2015年
- 赤髮白雪姬 - 阿特利
- 進擊！巨人中學校 - 漢吉·佐耶
- 牙狼〈GARO〉-紅蓮之月- - 星明

2016年
- 潮與虎 第2期 - 薰的母親
- HUNDRED百武裝戰記 - 薇塔莉·提尼雅諾夫
- 槍彈辯駁3 －The End of 希望峰學園－ 絕望篇 - 終里赤音
- 槍彈辯駁3 －The End of 希望峰學園－ 希望篇 - 終里赤音
- 爆旋陀螺burst - 白鷺城類

2017年
- 鬼平 - 阿柾
- BORUTO-火影新世代-NARUTO NEXT GENERATIONS- - 奈良手鞠
- 進擊的巨人 Season 2 - 漢吉·佐耶
- 碧藍幻想 The Animation - 黑騎士
- 寶石之國 - 帕德瑪剛玉

2018年
- 刀使之巫女 - 真庭紗南
- 伊藤潤二驚選集 - 女、節子、里琉子
- 進擊的巨人 Season 3 - 漢吉·佐耶
- 學園BASARA - 上杉謙信[4]
- Radiant - 阿爾瑪[5]
- 傀儡馬戲團 - 露西爾·貝奴伊攸[6]

2019年
- 狂賭之淵×× - ×喰零[7]

2020年
- 棒球大聯盟2nd - 清水大河

2021年
- 進擊的巨人 The Final Season - 漢吉·佐耶
- 通靈王（第2作） - 道蓮
- Love Live! Superstar!! - 理事長
- 蓋特機器人ARC - 大女王美杜莎
- 平穩世代的韋駄天們 - 隼人
- 瓦尼塔斯的手札 - 蒼月的吸血鬼

2022年
- 白金終局（歐迦洛）
- 式守同學不只可愛而已（式守的母親）
- Love Live! Superstar!!（第2期）（理事長）
- POP TEAM EPIC（第2期）（POP子〈第2話A段〉）
- BLEACH 千年血戰篇（日番谷冬獅郎）

2023年
- 進擊的巨人 The Final Season 完結篇（漢吉·佐耶）
- 我的英雄學院 第6期（星條旗[8]）
- World Dai Star（山吹シャモ）
- 藍色管弦樂（佐伯的祖母）
- 凹凸魔女的親子日常（里拉[9]）
- 米奇與達利 惡童物語（一条怜子[10]）
- 希望之力～成年光之美少女'23～（史洛普[11]）

2024年
- 異修羅（警戒塔蓮[12]）
- 通靈王FLOWERS（道黽[13]）
- 我的英雄學院 第7期（星條旗[14]）
- 夜櫻家大作戰（不動凜[15]）
- 忍者神威（Dilly[16]）
- Delico's Nursery（克拉拉[17]）
- 機械臂（カガミ[18]）

2025年
- 全修。（ジャスティス[19]）
- MIRU 我的未來（伊茲米夫[20]）

### OVA
- 盜賊王JING in Seventh Heaven 2（ミント）
- 小魔女Doremi童年秘密篇（市川小雪（年輕時的奶媽））
- 新蓋特機器人（源賴光）
- 創聖機械天使（庫魯特·庫利克）
- 鋼之錬金術師 PREMIUM COLLECTION（愛德華·艾力克）
- 新·北斗神拳 - (多哈)
- 殺戮公主 MURDER PRINCESS - (ファリス)
- 小魔女Doremi童年回憶篇（市川小雪）
- 殺戮公主
- 棒球大聯盟另一個結局 - (清水大河)
- 棒球大聯盟WorldSeries篇 - （清水大河）
- 怪醫黑傑克ova12 - （L）

2017年
- 鬼平～那個男人，長谷川平藏～（阿柾）

### 劇場版動畫
- 鋼之鍊金術師 香巴拉的征服者（愛德華·艾力克）
- 鋼之鍊金術師 嘆息之丘的聖星（愛德華·艾力克）
- 劇場版∀GUNDAM I 地球光（羅蘭·薩艾克）
- 劇場版∀GUNDAM II 月光蝶（羅蘭·薩艾克）
- 新暗行御史（摩利（マーリ））
- 數碼寶貝大冒險02 超惡魔獸的反擊（一乘寺賢）
- High Lander（中文譯名：時空奇兵）-（ダリア）
- BLEACH劇場版 Memories Of Nobody（日番谷冬獅郎）
- BLEACH劇場版 鑽石星辰的反叛 另1個冰輪丸（日番谷冬獅郎）
- BLEACH劇場版 Fade To Black（日番谷冬獅郎）
- BLEACH劇場版 地狱篇（日番谷冬獅郎）
- 神奇寶貝劇場版：幻影的霸者 索羅亞克（索羅亞克）
- 名偵探柯南：沉默的15分鐘（遠野水樹）
- 妖怪手錶電影版：誕生的秘密喵！ (天野景藏)
- ZEGAPAIN ADP（毛璐賢）
- 北斗神拳剧场版5:真·救世主传说 拳四郎传 (丹)
- 劇場版 無敵鐵金剛 / INFINITY（阿修羅男爵〈女〉）
- 薄墨櫻 -GARO-（星明）
- 龍馬! The Prince of Tennis 新生劇場版網球王子（エメラルド）
- 哆啦A夢電影：大雄的宇宙小戰爭 2021（巴比[21]）
- 我們的黎明（二月黎明號[22]）
- ZEGAPAIN STA（毛璐賢[23]）

### Web動畫
2009年
- 義呆利 Axis Powers（Axis Powers hetalia）（瑞士［瓦修·茨溫利］）

2020年
- 吸血鬼之愛（血祭血比呂）

2022年
- 釋雪二藍（星月）

2023年
- 伊藤潤二狂熱：日本恐怖故事（引摺黃子[24]）
- PLUTO ～冥王～（海蓮娜[25]）

2025年
- 忍者蝙蝠俠VS極道聯盟（大鷲天女大阿奈〈神力女超人〉[26]）

### 遊戲
- CLANNAD - 志麻賀津紀
- 最終幻想 紛爭 （吉坦·特莱巴鲁）
- 最終幻想 紛爭012 （吉坦·特莱巴鲁）
- 最終幻想 紛爭NT （吉坦·特莱巴鲁）
- あやかしびと-幻妖異聞録-（逢難）
- 王子殿下LV1（卡南·卢修斯）
- 學園愛麗絲（日向棗）
- Kameo:Elements of Power（カメオ）
- 櫻花大戰V ～さらば愛しき人よ～（黒龍姫）
- 式神之城III（金美姫）
- Shining Force EXA（トウマ）
- 通靈王系列
  - Shaman King～スピリットオブシャーマンズ～（道蓮）
  - Shaman King～ソウルファイト～（道蓮）
  - Shaman King～超・占事略決3～（道蓮）
  - Shaman King～ふんばりスピリッツ～（道蓮／センジュ）
- 乔乔奇妙冒险·黄金之风（乔罗·乔班纳，PS2）
- 新天魔界Generation of Chaos V（久遠）
- 全面對抗：復仇時刻（蕾妮·布沙爾）
- 超級機器人大戰系列
  - 超級機器人大戰α外傳（羅蘭・薩艾克）
  - 第2次超級機器人大戰α（カナン・ギモス）
  - 第3次超級機器人大戰α 終焉的銀河（ニコル・アマルフィ）
- Xenosaga EpisodeIII［ツァラトゥストラはかく語りき］（ドクトゥス）
- 战国BASARA（上杉謙信）
- 战国BASARA2（上杉謙信）
- 战国BASARA2英雄外傳（上杉謙信）
- 重生傳奇（シャオルーン）
- デジモンテイマーズ バトルエボリューション（一乗寺賢）
- Twelve～戰國封神傳～（セイショウ）
- 鋼之鍊金術師系列
  - 鋼之鍊金術師 翔べない天使（愛德華・愛力克）
  - 鋼之鍊金術師2～赤きエリクシルの悪魔～（愛德華・愛力克）
  - 鋼之鍊金術師3 神を継ぐ少女（愛德華・愛力克）
  - 鋼之鍊金術師 ドリームカーニバル（愛德華・愛力克）
  - 鋼之鍊金術師 Dual Sympathy～2人の絆～（愛德華・愛力克）
  - 鋼之鍊金術師 MOBILE（愛德華・愛力克）
- 半熟英雄4 ～7人の半熟英雄～（鋼之鍊金術師・愛德華）
- 夢幻之星 新宇宙（托尼歐·利馬）
- 吸血萊恩（萊恩）
- Brave Story（ミツル）
- BLEACH系列
  - BLEACH～放たれし野望～（日番谷冬獅郎）
  - BLEACH～蒼天に駆ける運命～（日番谷冬獅郎）
  - BLEACH～黒衣ひらめく鎮魂歌～（日番谷冬獅郎）
  - BLEACH～黄昏にまみえる死神～（日番谷冬獅郎）
  - BLEACH～ブレイド・バトラーズ～（日番谷冬獅郎）
  - BLEACH wii ～白刃きらめく輪舞曲～（日番谷冬獅郎）
  - BLEACH Brave Souls（日番谷冬獅郎）
- マイネリーベ～優美なる記憶～（オーガスタ）
- 火影忍者：激鬥忍者大戰 3（手鞠）
- 火影忍者：激鬥忍者大戰 4（手鞠）
- 家庭教師ヒットマンREBORN!DSフェイトオブヒートII運命のふたり（索魯堤）
- 最后生还者（玛琳）
- Rhapsodia（キリル）
- ルーンファクトリー -新牧場物語-（ラグナ）
- R.O.H.A.N（系統聲 男性版本）
- PERSONA4（白鐘直斗）
- 蒼翼默示錄：交叉組隊戰 (白鐘直斗)
- 幻想戰記（凱）
- 潛龍諜影：和平行者（Amanda）
- 超級槍彈辯駁2 再見絕望校園（終里赤音）
- White Album (PS3)（篠塚弥生）
- 潛龍諜影崛起：再復仇（Mistral）
- 命令與徵服：將軍系列
  - 命令與徵服：將軍（梁玲）
  - 命令與徵服：將軍 絕命時刻（梁玲）
- 夢王國與沉睡中的100位王子殿下（里昂）
- 鬥陣特攻（法拉）※日本語版
- 陰陽師（玉藻前，贪）
- 英雄聯盟 （希瓦娜）※日本語版
- 人中之龍5 （朴美麗）
- 人中之龍維新 （登勢）
- JUMP FORCE（日番谷冬獅郎）
- 我的學妹不可能那麼萌（路西法 趙雲 赤兔 織田信長）
- 夢王國與沉睡中的100位王子殿下（里昂）
- 動物朋友3（大極樂鳥）
- Tokyo Chronos (神谷才)
- 薑餅人王國（暗黑魔女餅乾）
- 怪物彈珠 (盧娜)
- 守望傳說（女騎士）
- 魔法禁书目录 幻想收束（愛德華・愛力克）
- 聖火降魔錄 英雄雲集（愛爾）
- 賽馬娘（樫本理子）

### 外國片配音
- 《圣女贞德》（米拉·乔沃维奇／1999／吕克·贝松版）- 贞德
- 《黑客帝国2》 - G
- 《探險活寶》 - Finn
- 《神秘博士》（第十三任博士）
- 《Barbie芭比》 - 怪芭比

### 廣播
- アニプレックスアワー「ハガレン放送局」（結束）
- 森久保・のポケ声ナイト!（結束）
- 璐美・宮野真守のポケ声ファイト！
- 店長候補生・超電波HYPER WAVE!（A&G 超RADIO SHOW～AniSPA!～節目中的迷你節目）
- BLEACH “B” STATION（2006年6月份主持人）
- アニプレックスアワー「オー!NARUTOニッポン」（2006年12月份主持人）
- 智一&璐美のラジオ腐りかけ（笑）（2007年4月6日－）

### 廣播劇CD
- decade～Yukiru Sugisaki 10th Anniversary～ラグーンエンジン（峰水綾人）
- 義呆利 Axis Powers（瑞士）

### 特攝
- 侍戰隊真劍者－薄皮大夫
- 騎士龍戰隊龍裝者－耶拉蘇
- 暴太郎戰隊Don Brothers－龍虎之戟(武器配音)

## 註解
1. ↑  （日語）第一屆聲優獎得獎名單 的存檔，存档日期2007-03-05.
2. ↑  . ORICON NEWS. 2017-11-15  [2017-11-16]. （原始内容存档于2020-04-03） （日语）.
3. ↑  . ORICON NEWS. 2020-01-22  [2020-01-22]. （原始内容存档于2020-01-22） （日语）.
4. ↑  . 電視動畫「學園BASARA」官方網站.   [2018-07-09]. （原始内容存档于2018-06-17）.
5. ↑  . 電視動畫「Radiant」官方網站.   [2018-03-22]. （原始内容存档于2018-10-06）.
6. ↑  . 電視動畫「傀儡馬戲團」官方網站.   [2018-09-30]. （原始内容存档于2018-08-01）.
7. ↑  . 電視動畫「狂賭之淵××」官方網站.   [2019-01-08]. （原始内容存档于2018-08-10）.
8. ↑  . Comic Natalie. 2023-03-25  [2023-03-25]. （原始内容存档于2023-04-01） （日语）.
9. ↑  . Comic Natalie. 2023-05-14  [2023-05-14]. （原始内容存档于2023-05-14） （日语）.
10. ↑  . Comic Natalie. 2023-08-27  [2023-08-27]. （原始内容存档于2023-08-28） （日语）.
11. ↑  . MANTANWEB. 2023-10-13  [2023-10-13]. （原始内容存档于2023-10-18） （日语）.
12. ↑  . Comic Natalie. 2023-04-18  [2023-04-18]. （原始内容存档于2023-05-03） （日语）.
13. ↑  . Comic Natalie. 2023-03-15  [2023-03-15]. （原始内容存档于2023-03-22） （日语）.
14. ↑  . Comic Natalie. 2024-01-29  [2024-01-29]. （原始内容存档于2024-01-29） （日语）.
15. ↑  . Comic Natalie. 2024-03-30  [2024-03-30]. （原始内容存档于2024-04-09） （日语）.
16. ↑  . Comic Natalie. 2024-06-24  [2024-06-24]. （原始内容存档于2024-06-25） （日语）.
17. ↑  . Comic Natalie. 2024-08-08  [2024-08-08]. （原始内容存档于2024-08-29） （日语）.
18. ↑  . Comic Natalie. 2024-03-24  [2024-03-24]. （原始内容存档于2024-04-04） （日语）.
19. ↑  . Comic Natalie. 2024-12-06  [2024-12-06]. （原始内容存档于2024-12-25） （日语）.
20. ↑  . Comic Natalie. 2025-02-25  [2025-02-25]. （原始内容存档于2025-02-25） （日语）.
21. ↑  . Comic Natalie. 2021-11-18  [2021-11-18]. （原始内容存档于2021-11-18） （日语）.
22. ↑  . Comic Natalie. 2022-07-20  [2022-07-20]. （原始内容存档于2022-07-25） （日语）.
23. ↑  . Comic Natalie. 2024-03-01  [2024-03-01]. （原始内容存档于2024-03-16） （日语）.
24. ↑  . Comic Natalie. 2022-07-15  [2022-07-15]. （原始内容存档于2022-07-17） （日语）.
25. ↑  . Comic Natalie. 2023-09-06  [2023-09-06]. （原始内容存档于2023-09-06） （日语）.
26. ↑  . YouTube. 2024-10-18  [2024-10-18] （日语）.

## 外部連結
- （日語）璐美官方網站 （页面存档备份，存于）
- （日語）森久保・ろ美のポケ声ナイト! （页面存档备份，存于）
- （日語）ろ美・宮野真守のポケ声ファイト！ （页面存档备份，存于）
- （日語）智一＆璐美のラジオ腐りかけ（笑） （页面存档备份，存于）
- （中文）聲優/朴璐美 （页面存档备份，存于）